# Kayla Mueller
Kayla Jean Mueller (Prescott, 14 agosto 1988 – Siria, 6 febbraio 2015) è stata un'attivista statunitense  per i diritti umani, cristiana, rapita dall'ISIS, tenuta come schiava del sesso e infine uccisa per aver rifiutato di convertirsi all'Islam, o forse deceduta in un bombardamento.

## Biografia
Mueller era nativa di Prescott, in Arizona, dove si è diplomata alla Tri-City College Prep High School. Aveva poi frequentato la Northern Arizona University di Flagstaff. Per tre anni è stata volontaria con la Save Darfur Coalition. Il suo impegno attivo per i diritti umani la portò a lavorare in India e con i rifugiati tibetani. Ha lavorato anche in Medio Oriente, per i diritti dei palestinesi, con l'International Solidarity Movement e ha aiutato i rifugiati africani in Israele.
Nel dicembre del 2012, Mueller ha iniziato a lavorare nel sud della Turchia, nell'assistenza ai profughi siriani. Il 3 agosto 2013, al ritorno dalla città siriana di Aleppo dove si era recata nel locale ospedale a lavorare per un giorno, con il fidanzato Omar Alkhani di Medici Senza Frontiere, è stata rapita dai miliziani dell'ISIS. È rimasta prigioniera dell'ISIS per 18 mesi, dove è stata violentata ripetutamente dal califfo Abu Bakr al-Baghdadi e tenuta come schiava del sesso insieme a bambine e ragazze. Una di esse, una ragazza Yazidi di 13 anni, riuscì a fuggire e ha raccontato la raccapricciante vita di Kayla, dimostrando così la falsità del contenuto di una lettera attribuita a Kayla in cui questa asseriva di essere stata "trattata con il massimo rispetto e gentilezza". 
Nel luglio 2014 una missione americana di soccorso organizzata per salvare lei e altri ostaggi nel nord della Siria fallì quando l'ISIS ha trasferito i prigionieri in un'altra località. Gli Stati Uniti erano a conoscenza della sua posizione in quanto erano in corso trattative di scambio tra lei e Aafia Siddiqui.
Il 6 febbraio 2015, l'ISIS ha pubblicato una foto di un edificio danneggiato e ha sostenuto che la Mueller vi era stata uccisa durante un attacco aereo giordano, all'interno del quale sarebbe stata lasciata sola, senza guardie, ma non è stata fornita alcuna prova di morte. La dichiarazione è arrivata pochi giorni dopo l'uscita di un video che mostrava l'esecuzione del pilota di caccia giordano Muath al-Kaseasbeh da parte dei miliziani dello stato islamico. Il 10 febbraio 2015, la famiglia di Mueller ha annunciato che l'ISIS aveva confermato la sua morte in una e-mail, con tre fotografie del cadavere. La portavoce del Consiglio di sicurezza nazionale USA Bernadette Meehan ha confermato l'autenticità del messaggio. Il presidente Barack Obama ha fatto le sue condoglianze alla famiglia di Mueller.

## Lettera alla famiglia
Questa la lettera attribuita a Kayla durante l'ultimo periodo della sua prigionia, presumibilmente nei mesi dal 2 novembre 2014 al 6 febbraio 2015 o giorno della sua morte (traduzione di Viviana Mazza):
"A tutti,
se state ricevendo questa lettera significa che sono ancora prigioniera ma i miei compagni di cella (a partire dal 2 novembre 2014) sono stati rilasciati. Ho chiesto loro di contattarvi e di mandarvi questa lettera. È difficile sapere cosa dire.
Sappiate che sono in un luogo sicuro, completamente incolume e in buona salute (ho messo qualche chilo infatti); sono stata trattata con il massimo rispetto e gentilezza. Volevo scrivere a tutti voi una lettera piena di riflessioni (ma non sapevo se i miei compagni di cella sarebbero partiti nei prossimi giorni o nei prossimi mesi, il che ha ridotto il tempo a disposizione) ma soprattutto ho potuto solo scrivere la lettera un paragrafo per volta, perché soltanto pensare a voi mi fa scoppiare in lacrime.
Se posso dire di aver sofferto durante tutta questa esperienza è soltanto perché so quanto vi sto facendo soffrire; non vi chiederò mai di perdonarmi, perché non merito di essere perdonata.
Ricordo che la mamma mi diceva sempre che alla fin fine l'unica cosa che ci rimane davvero è Dio. Sono arrivata in un punto della mia esperienza in cui, nel vero senso della parola, mi sono arresa al nostro creatore perché letteralmente non c'è nessun altro… e grazie a Dio e alle vostre preghiere mi sono sentita teneramente cullata in caduta libera. Mi è stata mostrata l'oscurità e la luce e ho imparato che anche in prigione, si può essere liberi. Sono riconoscente.
Ho imparato a capire che c'è del buono in ogni situazione, a volte dobbiamo solo cercarlo. Prego ogni giorno che, se non altro, abbiate anche voi sentito una certa vicinanza e abbandono a Dio e abbiate formato un legame d'amore e supporto l'uno con l'altro…
Mi mancate tutti, come se fosse passato un decennio di separazione forzata. Ho avuto molte lunghe ore per pensare, per pensare a tutte le cose che farò con Lex, alla nostra prima gita di famiglia in campeggio, al primo incontro all'aeroporto. Ho avuto molte ore per pensare a come soltanto in vostra assenza sono riuscita finalmente a capire a 25 anni il mio posto nella vita.
Il dono che ciascuno di voi è per me + la persona che potrei o non potrei essere senza di voi nella mia vita, nella mia famiglia, come mio sostegno…. NON voglio che i negoziati per il mio rilascio siano una vostra incombenza. Se c'è un'alternativa, sceglietela, anche se ci volesse più tempo. Questo non avrebbe mai dovuto diventare un peso per voi. Ho chiesto a queste donne di aiutarvi: per favore chiedete il loro consiglio. Se non lo avete ancora fatto [CANCELLATURA] potete contattare [CANCELLATURA] che potrebbe avere una certa esperienza con queste persone.
Nessuno di noi poteva sapere che ci sarebbe voluto così tanto tempo, ma sappiate che sto anche lottando da questa parte nei modi in cui posso e ho ancora molta forza per lottare dentro di me. Non sto crollando e non cederò, non importa quanto ci vorrà.
Ho scritto una canzone, alcuni mesi fa, che dice: “La parte di me che duole di più è quella che spinge ad alzarmi dal letto, senza la vostra speranza non resterebbe nulla.…” Cioè, il pensiero del vostro dolore è la fonte anche del mio, ma allo stesso tempo la speranza che saremo di nuovo insieme è quello che mi dà forza.
Vi prego di essere pazienti, di offrire a Dio la vostra sofferenza. So che volete che io sia forte. Questo è esattamente quello che sto facendo. Non abbiate paura per me, continuate a pregare e anch'io lo farò e per volere di Dio saremo presto di nuovo insieme.
Con tutta me stessa,
Kayla"